# 巖本真理
巖本 真理（いわもと まり、1926年1月19日 - 1979年5月11日）は、日本の女性ヴァイオリニスト。出生時の戸籍名は巖本メリー・エステル、後に巖本真理と改名した。

## 経歴

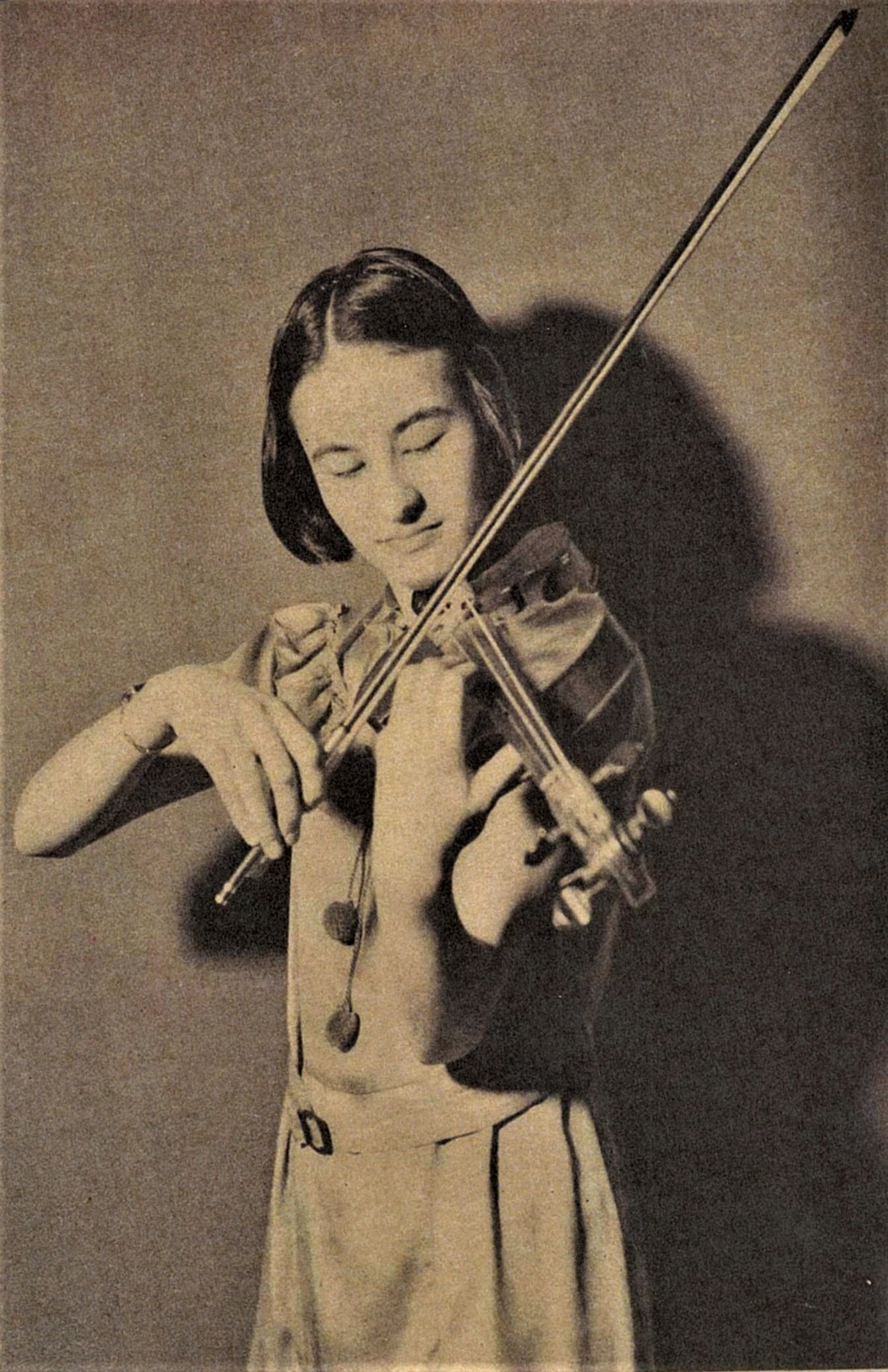
1938年

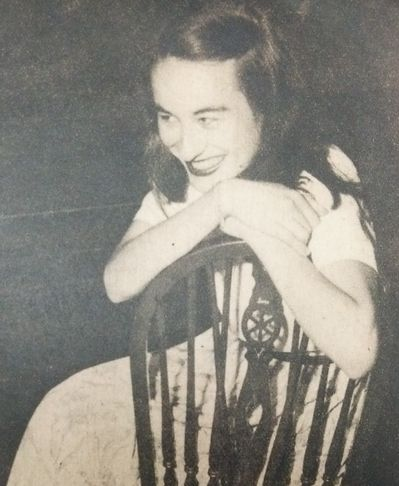
『アサヒグラフ』1948年9月8日号

教育者巌本善治と若松賤子の長男である巌本荘民（まさひと）とアメリカ人巌本マーグリートの間の長女として東京西巣鴨に生まれ、メリー・エステルと名づけられる。6歳からヴァイオリンを小野アンナに学ぶ。
ハーフとして差別を受け、病弱だったためもあり、1935年に私立帝国小学校を4年生で中退。自宅でヴァイオリンの英才教育を受け、1938年4月、13歳にして第6回日本音楽コンクールで一位となり、天才少女と呼ばれる。1939年11月11日、レオ・シロタの伴奏で第一回独奏会を開く。1942年、英語が敵性語とされたことを受け、真理と改名する。
1946年、20歳で東京音楽学校教授となるが1950年に辞職して渡米する。帰国後、演奏活動を再開し1959年に芸術選奨文部大臣賞、芸術祭奨励賞、1964年に民放祭最優秀賞、1965年にブラームスの室内楽曲の全曲連続演奏を行い毎日芸術賞を、1966年に「巌本真理弦楽四重奏団」を結成し1970年にレコード・アカデミー賞、1971年に再度芸術選奨賞、1974年にモービル音楽賞を受賞した。
1977年に乳癌に罹り、手術するが再発し53歳で死去した。日本初の室内楽定期演奏会94回の偉業を達成した。
墓所は豊島区駒込の染井霊園にある。